# Victor Brodeau
Pour les articles homonymes, voir Brodeau.
Victor Brodeau, seigneur de La Chassetière et de La Remettière, né à Tours et mort au mois de septembre 1540, est un secrétaire et valet de chambre français de François Ier et de Marguerite de Navarre, sa sœur. Il est également poète et écrivain.  

## Biographie
Il composa quelques pièces de vers qu'on trouve parmi celles de ses contemporains, et un poème en vers de dix syllabes, intitulé : Louanges de Jésus-Christ, Lyon, 1540, in-8° (plusieurs fois réimprimé). On lui attribue une Épître du pécheur à Jésus-Christ, imprimée à Lyon par Étienne Dolet ; elle fut censurée par la faculté de théologie de Paris, après la mort de l'auteur. Marot estimait Victor Brodeau, dont il était l'ami fidèle et auquel il dédia un rondeau intitulé Responce par Victor Brodeau. La Monnoye regrette que ses poésies enjouées n'aient pas vu le jour.
On lui doit au surplus un Blason de la Bouche considéré comme l'un des plus beaux rédigé en moyen-français.
Marié avec Catherine de Beaune, fille du maire Guillaume de Beaune, nièce de Jacques de Beaune et petite-fille de Jean Ruzé, il est le père du maire de Tours Victor Brodeau.